# NGC 2827
NGC 2827 est une galaxie spirale située dans la constellation du Lynx. NGC 2827 a été découverte par le physicien irlandais George Stoney en 1850. Cette galaxie a aussi été observée par l'astronome français Stéphane Javelle le 28 février 1900 et elle a été ajoutée plus tard à l'Index Catalogue sous la cote IC 2460.

## Caractéristiques
Sa vitesse par rapport au fond diffus cosmologique est de7 234 ± 17 km/s, ce qui correspond à une distance de Hubble de 106,7 ± 7,5 Mpc (∼348 millions d'al).